# Municipio de Old Fields (condado de Ashe)
El municipio de Old Fields (en inglés: Old Fields Township) es un municipio ubicado en el  condado de Ashe en el estado estadounidense de Carolina del Norte. En el año 2010 tenía una población de 2.708 habitantes.

## Geografía
El municipio de Old Fields se encuentra ubicado en las coordenadas 36°21′4.52″N 81°31′46.27″O / 36.3512556, -81.5295194.